# جينا غوجين
جينا إيلينا غوجين (بالرومانية: Gina Elena Gogean) هي لاعبة جمباز فني رومانية سابقة ولدت في يوم 9 سبتمبر 1978 في قرية كامبوري. أبرز إنجازاتها هو فوزها بالميدالية الفضية في دورة الألعاب الأولمبية الصيفية 1996 في المسابقة الفردية وفازت بميدالية فضية في دورة الألعاب الأولمبية الصيفية 1992 في برشلونة في مسابقة الفرق. كما فازت بثلاثة ميداليات برونزية في مسابقة الفرق ومنصة التوازن والمسابقة الأرضية في دورة الألعاب الأولمبية الصيفية 1996. كما فازت بخمسة عشر ميدالية، منها تسعة ميداليات ذهبية وميداليتين فضيتين وأربعة ميداليات برونزية.